# Georgië op het Eurovisiesongfestival 2007

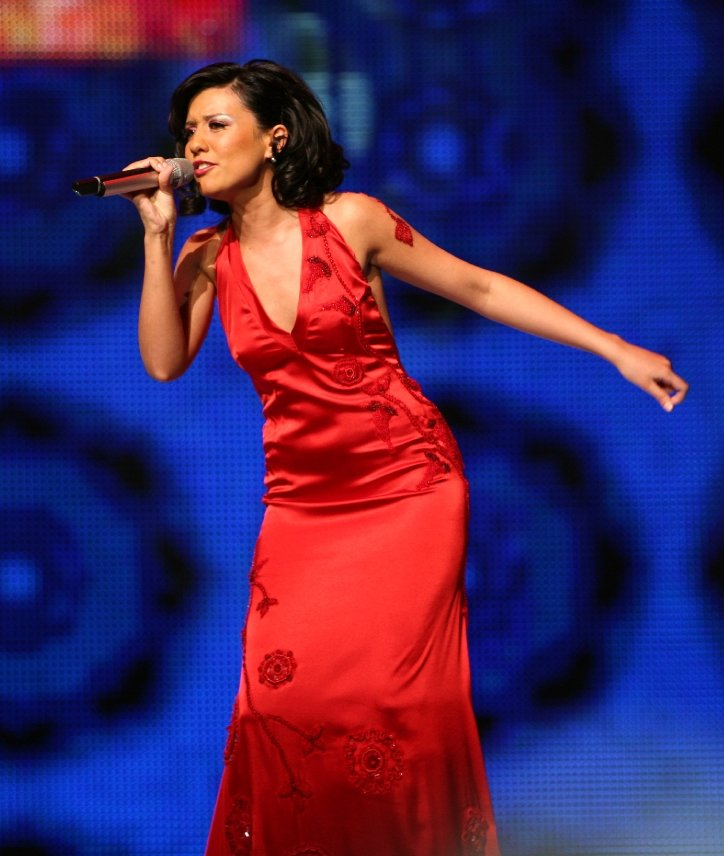
Sopho Khalvashi zingt Visionary Dream

Georgië debuteerde op het Eurovisiesongfestival 2007. De omroep had laten weten intern een artiest te zoeken om het land te vertegenwoordigen die artiest was de zangeres Sopho Khalvashi. De keuze werd gemaakt via een poll Khalvashi won die poll met 60% van de stemmen. Sopho Khalvashi zong vijf liedjes tijdens de nationale finale op 3 maart 2007, het winnende lied werd gekozen via televoting het winnende lied was My story. Het lied werd geschreven door Beqa Jafaridze en Bibi Kvachadze.

## Nationale Finale
| Startplaats | Lied                | Punten | Plaats |
| ----------- | ------------------- | ------ | ------ |
| 1           | Tell Me Why         | 36%    | 2      |
| 2           | Freedom             | 4%     | 4      |
| 3           | My Story            | 51%    | 1      |
| 4           | On Adjarian Motives | 5%     | 3      |
| 5           | Fantasy Land        | 4%     | 4      |

## In Helsinki
Als debuterend land moest men uiteraard aantreden in de halve finale.
Men trad aan als 6de net na IJsland en voor Montenegro.
Op het einde van de avond kwam Georgië uit de enveloppen en mocht men doorgaan naar de finale. Men eindigde op een 8ste plaats met 123 punten.
België en Nederland hadden respectievelijk 1 en 5 punten over voor deze inzending.
In de finale moest men aantreden als 11de net na het Griekenland en voor Zweden. Op het einde van de avond bleken ze op een 12de plaats te zijn geëindigd met 97 punten.
Men ontving 1 keer het maximum van de punten.
België en Nederland hadden respectievelijk 6 en 1 punten over voor deze inzending.

### Gekregen punten

#### Halve Finale
| 12 punten   | 10 punten                                | 8 punten                                               | 7 punten           | 6 punten      |
| ----------- | ---------------------------------------- | ------------------------------------------------------ | ------------------ | ------------- |
|             | - Estland - Oekraïne - Rusland - Turkije | - Armenië - Israël - Litouwen - Moldavië - Wit-Rusland | - Cyprus - Letland | - Griekenland |
| 5 punten    | 4 punten                                 | 3 punten                                               | 2 punten           | 1 punt        |
| - Nederland | - Finland - Frankrijk                    | - Bulgarije - Polen - Spanje                           |                    | - België      |

#### Finale
| 12 punten                             | 10 punten  | 8 punten      | 7 punten                                     | 6 punten                                              |
| ------------------------------------- | ---------- | ------------- | -------------------------------------------- | ----------------------------------------------------- |
| - Litouwen                            |            | - Oekraïne    | - Finland - Rusland                          | - België - Israël - Letland - Wit-Rusland             |
| 5 punten                              | 4 punten   | 3 punten      | 2 punten                                     | 1 punt                                                |
| - Armenië - Estland - Polen - Turkije | - Moldavië | - Griekenland | - Hongarije - Kroatië - Nederland - Slovenië | - Bosnië en Herzegovina - Cyprus - Ierland - Tsjechië |

### Punten gegeven door Georgië

#### Halve finale
Punten gegeven in de halve finale:
| 12 punten | België      |
| 10 punten | Hongarije   |
| 8 punten  | Servië      |
| 7 punten  | Moldavië    |
| 6 punten  | Polen       |
| 5 punten  | Letland     |
| 4 punten  | Wit-Rusland |
| 3 punten  | Bulgarije   |
| 2 punten  | Estland     |
| 1 punt    | IJsland     |

#### Finale
Punten gegeven in de finale:
| 12 punten | Armenië         |
| 10 punten | Oekraïne        |
| 8 punten  | Wit-Rusland     |
| 7 punten  | Rusland         |
| 6 punten  | Servië          |
| 5 punten  | Hongarije       |
| 4 punten  | Griekenland     |
| 3 punten  | Moldavië        |
| 2 punten  | Turkije         |
| 1 punt    | Noord-Macedonië |